# 丹口鎮
丹口鎮（たんこうちん）は中華人民共和国湖南省邵陽市城歩ミャオ族自治県の鎮。竹が豊富に産出されているので、ここは竹林の郷と呼ばれています。

## 行政区画
- 下団社区
- 金岩村
- 仙鵝村
- 陡沖頭村
- 大橋頭村
- 丹口村
- 太平村
- 沈江渡村
- 竜寨村
- 双竜村
- 楊柳村
- 大洲村
- 白水村
- 杆頭村
- 竹岔村
- 背西村
- 水頭村
- 易家村
- 洞頭山村
- 岩門村
- 田頭村
- 沙洲村
- 青田村
- 大桐坪村
- 旺渓村
- 斜頭山村
- 羊石村
- 尖口村
- 信塘村
- 石灰村
- 黄坪村
- 坳頭坪村
- 共和村
- 欄牛塘村
- 坪子寨村
- 小水村
- 桃林村
- 上水村
- 辺渓村
- 花竜村
- 南洞林場

## 歴史
1995年、丹口郷・羊石郷・柳寨郷・平林郷が合併し、現在の丹口鎮が発足。

## 経済

### 名物・特産品
- ミカン属
- ヤマモモ
- タケノコ
- オニノヤガラ
- スイカズラ属

## 地理
丹口鎮は城歩ミャオ族自治県西部に位置し、北は睢寧県と、東は儒林鎮と、西は長安営鎮と、南は五団鎮とそれぞれ接している。
- 河川：巫水河
- 山：牛坡頭（1913メートル）

## 交通

### 道路
- 省道219

## 観光
- 藍玉故居
- 白水洞瀑布

## 出身有名人
- 藍玉[1]